# آینده (فیلم ۲۰۱۶)
آینده (فرانسوی: L'Avenir‎) یا آنچه در پیش است (انگلیسی: Things to Come) یک فیلم به کارگردانی میا هانسن-لووه محصول کشورهای فرانسه و آلمان است. که در سال ۲۰۱۶ منتشر شد. تصویربرداری فیلم در ۲۲ ژوئن ۲۰۱۵ در پاریس آغاز شد. از بازیگران آن می‌توان به ایزابل هوپر اشاره کرد.
این فیلم برای رقابت کسب جایزهٔ خرس طلایی در شصت و ششمین دورهٔ جشنواره بین‌المللی فیلم برلین برگزیده شد.

## بازیگران
- ایزابل هوپر در نقش ناتالی
- آندره مارکن در نقش هاینز
- Édith Scob
- Roman Kolinka
- Sarah Le Picard
- Yves Heck